# Luis Mena Irarrázabal
Luis Arturo Mena Irarrázabal (ur. 28 sierpnia 1979 w Puente Alto, Santiago) – chilijski piłkarz grający na pozycji środkowego obrońcy. Obecnie jest zawodnikiem CSD Colo-Colo.